# 존 로지 베어드

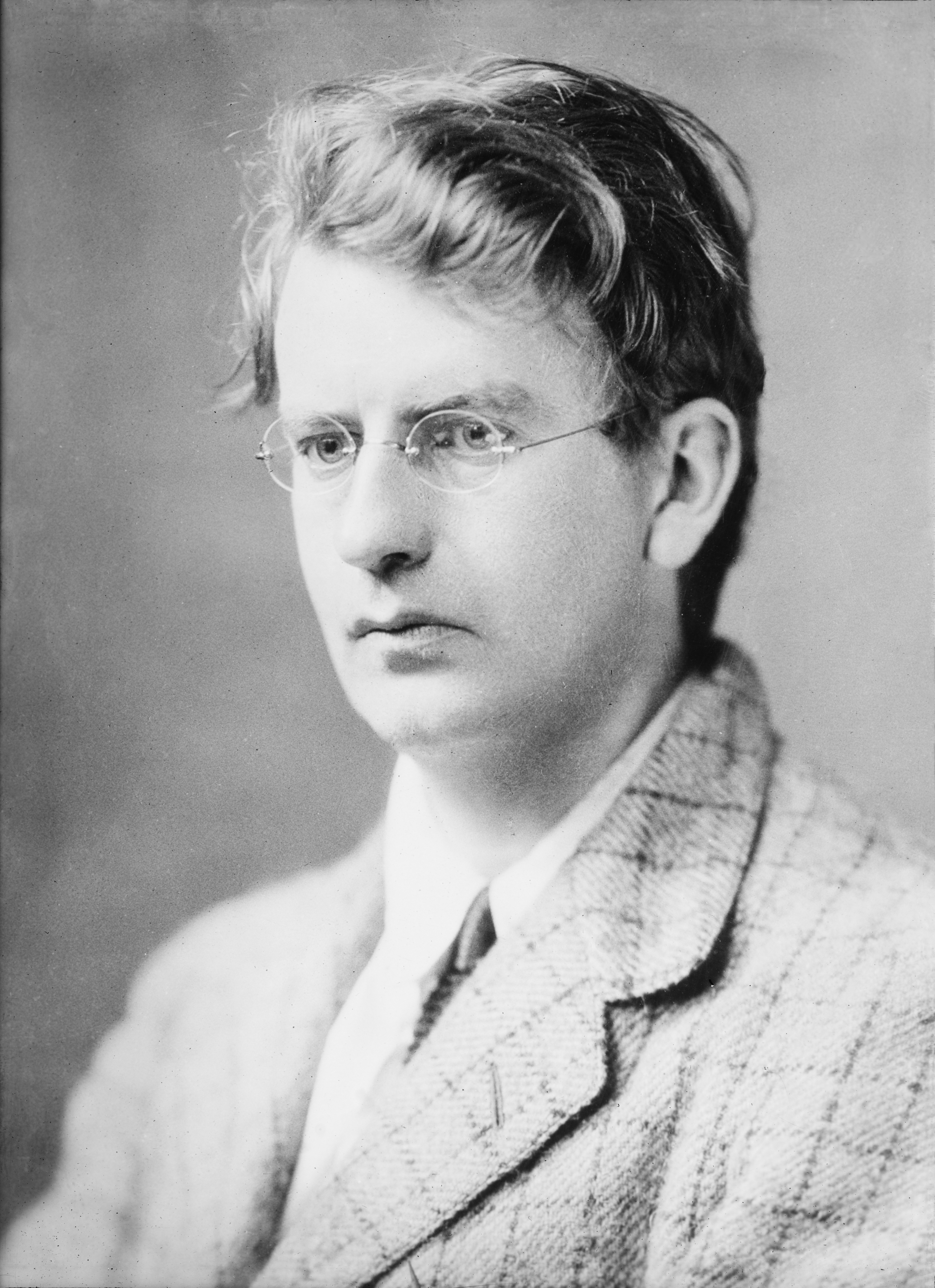
존 로지 베어드 (1917년)

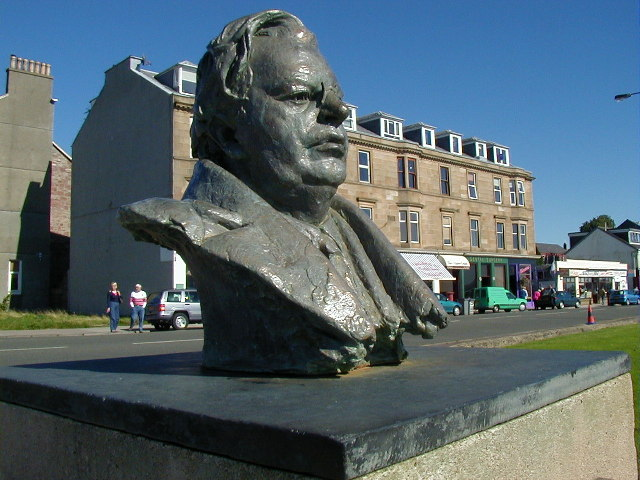
헬렌스버그에 있는 베어드의 반신상

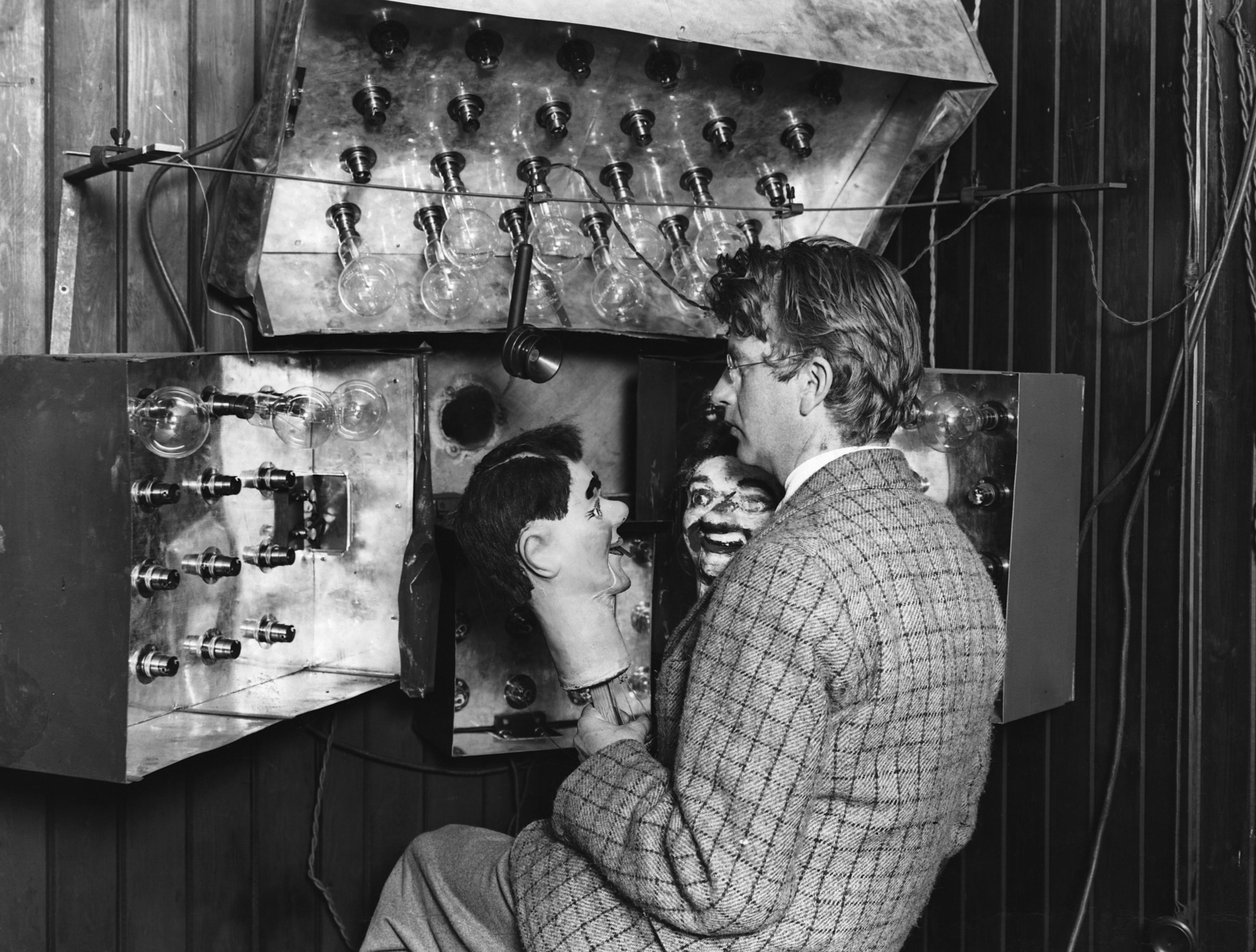
1926년 베어드가 그의 텔레바이저 장비와 소품 모형을 실험하고 있는 모습

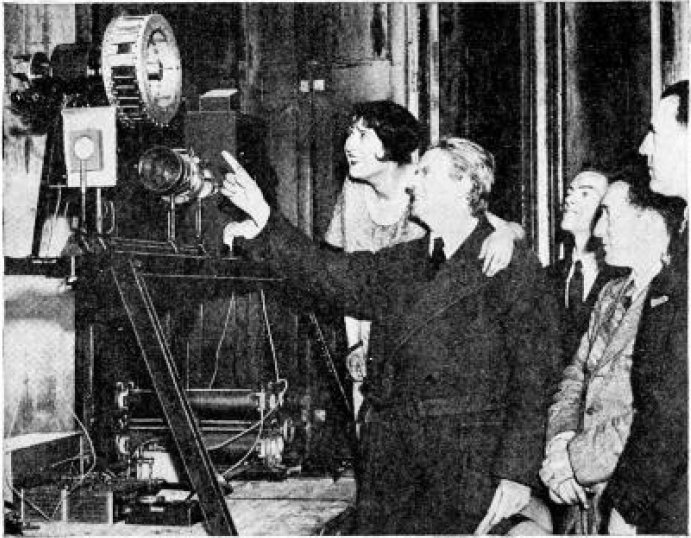
1931년 뉴욕에서 그의 기계식 텔레비전 시스템을 실험하는 베어드

존 로지 베어드(영어: John Logie Baird, 1888년 8월 13일 ~ 1946년 6월 14일)는 스코틀랜드의 엔지니어로, 최초로 동작하는 전기기계적 텔레비전 시스템을 발명한 사람으로 알려져 있다.

## 출생 및 교육
베어드는 1883년 영국 스코틀랜드 헬렌스버그 알길에서 목사의 아들로 태어났으며, 라크필드 학교(현 로몬드 학교)를 졸업하여 글래스고와 서부 스코틀랜드 기술 대학(현 스트라클라이드 대학)과 글래스고 대학교에서 수학을 공부하였다. 그러나 제1차 세계 대전으로 인해 졸업하지는 못하였다.

## 텔레비전 실험
1924년 2월, 런던에서 베어드는 닙코브 원판을 이용해 인형의 상을 맺히게 함으로써 반기계적인 아날로그 텔레비전이 가능함을 보였다. 이 최초의 시스템은 매우 원시적이어서, 상을 보여주기도 어려웠을 뿐만 아니라, 이 상도 갈색의 빛을 띠고 있었다. 1925년 10월 30일, 베어드는 최초의 움직이는 인형의 상을 만들었다. TV의 발명은 많은 발명가가 이뤄놓은 업적들(베어드를 포함해 폴 고트립 니코브, 보리스 로징 등)을 통해 이뤄졌으나 베어드는 이 분야의 선구자였다. 그는 이 분야에서 이룬 다른 업적보다도 살아서 움직이는 하프톤의 텔레비전 상을 처음으로 만든 사람으로 알려져 있다.

### 최초의 시연
처음으로 대중에 움직이는 그림자 이미지를 보여준 것은 1925년 런던의 셀프리지 백화점에서였다. 빛의 그라데이션과 그림자를 가진 최초의 제대로 된 텔레비전 시스템은 1926년 1월 26일 런던의 소호 구에서 영국 왕립학회와 더 타임즈의 기자들에게 시연하였다.
1925년 10월 30일, 존 로지 베어드는 연구실에서 최초의 텔레비전 상을 투사하는 데 성공하였다. 그는 이 성공을 알리기 위해 데일리 익스프레스 신문을 찾아갔으나 그 신문의 편집장은 이를 보고 무서움에 떨었다고 한다. 나중에 베어드는 그의 직원에게 그 편집장이 이렇게 말했다고 했다. "제발 프런트로 가서 거기 있는 미친 사람을 좀 쫓아내! 그 사람은 자기가 무선으로 볼 수 있는 기계를 만들었대! 그 사람 어쩌면 면도날을 들고 있을지 몰라. 조심하라구!"

### 방송
1927년 베어드는 런던과 글래스고 사이의 704km에 놓인 전화선을 이용해 장거리 텔레비전 신호를 전송하였다. 그리고 그는 베어드 텔레비전 개발사를 만들어 대서양을 횡단하여 런던의 BBC로부터 하츠데일과 뉴욕주에 텔레비전을 방영하였다. 이 시스템은 1931년 엡섬 더비라는 프로그램을 처음으로 전송하였다.
1929년과 1935년 사이에 BBC는 30라인 베어드 시스템을 이용해 방송을 하였다. 이후 1936년 240라인으로 바뀐 뒤, 1937년 베어드 시스템으로의 전송을 중단하였다.
이 후 베어드의 텔레비전 시스템은 아이작 쇤버그가 만든 EMI-마르코니사에 의해 개발된 전기 텔레비전으로 대체되었다. 이 텔레비전은 A. A. 캠프벨-스윈턴이 고안하고 티허니 칼만이 1926년에 개선한 텔레비전 또는 블라디미르 즈보리킨과 RCA가 만든 텔레비전과 비슷했다.

## 말년 및 사망
1944년 12월부터 로지 베어드는 역 바로 북쪽에 있는 벡스힐-온-해변(Bexhill-on-Sea, East Sussex)의 1번 스테이션 로드에서 살았고, 이후 1946년 2월에 뇌졸중을 앓다가 그 해 6월 14일 그곳에서 사망했다. 그의 집은 2007년에 철거되었고, 현재 이 부지는 베어드 코트라는 이름의 아파트가 들어섰다. 베어드는 스코틀랜드 아길의 헬렌스부르크 묘지에 있는 그의 부모 옆에 묻혔다.

## 다른 발명
- 원시적 비디오 기록 장치 - 포노비전(Phonovision)
- 광섬유
- 전파 방향 찾기
- 적외선 야간 투시경
- 레이다 (그러나 실제로 레이다의 개발에 기여했는지는 알 수 없다고 함)

## 같이 보기
- 텔레비전의 역사